# Paroster acutipenis
Paroster acutipenis är en skalbaggsart som beskrevs av Watts och Remko Leys 2008. Paroster acutipenis ingår i släktet Paroster och familjen dykare. Inga underarter finns listade i Catalogue of Life.